# ديفيد كيني
ديفيد كيني (بالإنجليزية: David Kenny)‏ (16 نوفمبر 1962 بغلاسكو في المملكة المتحدة - ) هو مدرب كرة قدم ولاعب كرة قدم بريطاني في مركز جناح ‏. لعب مع أبولون ليماسول وأريس ليماسول ونادي أبويل ونادي بارتيك ثيسل ونادي سلتيك ونادي دمبرتون.

## وصلات خارجية
- ديفيد كيني على موقع قاعدة بيانات كرة القدم.إي يو (الإنجليزية)